# باريس-كاممبير 2016
باريس-كاممبير 2016 (بالفرنسية: Paris-Camembert 2016 )‏ هو سباق دراجات هوائية، وهو الموسم رقم 77 من نفس السباق، وأقيم في 3 أبريل 2016، وامتدّ لمسافة 205 كيلومتر، وهو أحد سباقات طواف أوروبا للدراجات 2016، وهو من نوع سباق يوم واحد، وقد شارك في السباق 95 متسابقاً ووصل إلى نهايته 69 متسابقاً.
فاز فيه بالمركز الأول سيريل غوتييه، وبالمركز الثاني أنتوني ديلابلاسي، وبالمركز الثالث رومان فيلو.

## الفرق
| فرق عالمية (2)- AG2R La Mondiale - FDJ فرق قارية محترفة (7)- أندروني جوكاتولي-سيدرمك 2016 ‏ - Cofidis, Solutions Crédits - ديلكو ‏ - Direct Énergie - دراباك 2016 ‏ - Fortuneo-Vital Concept - Akros–Excelsior–Thömus ‏ فرق قارية (4)- أرمي دي تير 2016 ‏ - موسم يوسكادي مورياس 2016 ‏ - إتش بي بي تي بي – أوبير 93 ‏ - بنجوال باوليز ساوكس دبليو بي ‏ |  |
| |  |

## الفائزون
| الترتيب    | الفائز           |
| ---------- | ---------------- |
| الفائز     | سيريل غوتييه     |
| الثاني     | أنتوني ديلابلاسي |
| الثالث     | رومان فيلو       |
| تسلق الجبل | أنتوني ديلابلاسي |

## وصلات خارجية
- الموقع الرسمي
- باريس-كاممبير 2016 على موقع إحصائيات الدراجات الإحترافية (الإنجليزية)
- باريس-كاممبير 2016 في موقع Cycling Archives سايكلنج أركايفز